# Кунодзан Тосё-гу
Кунодзан Тосё-гу (яп. 久能山東照宮 Куно:дзан То:сё:-гу:) — синтоистское святилище на горе Кунодзан, в прибрежном районе Суруга города Сидзуока (префектура Сидзуока).

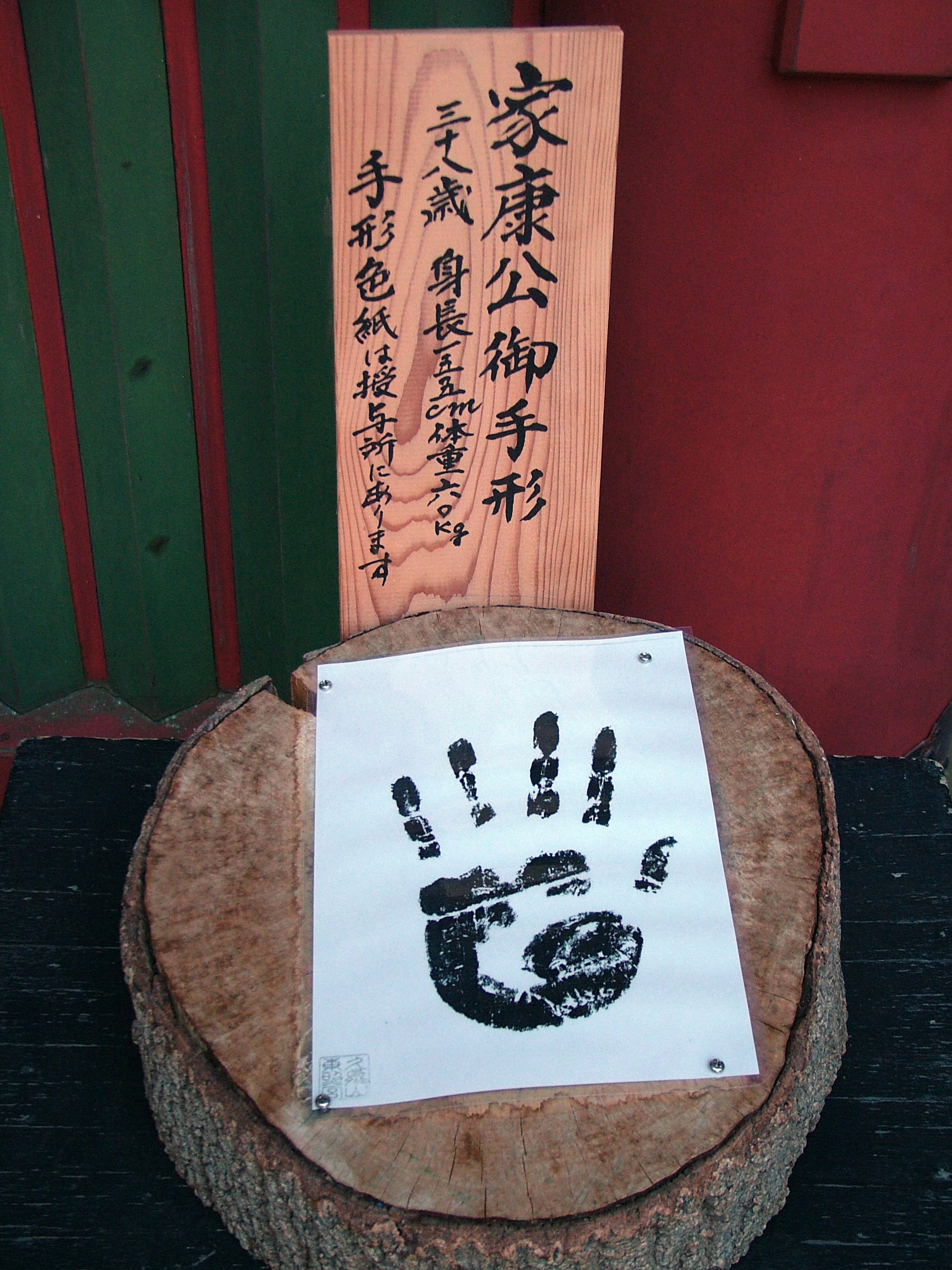
Отпечаток руки Токугавы Иэясу в святилище Кунодзан Тосё-гу

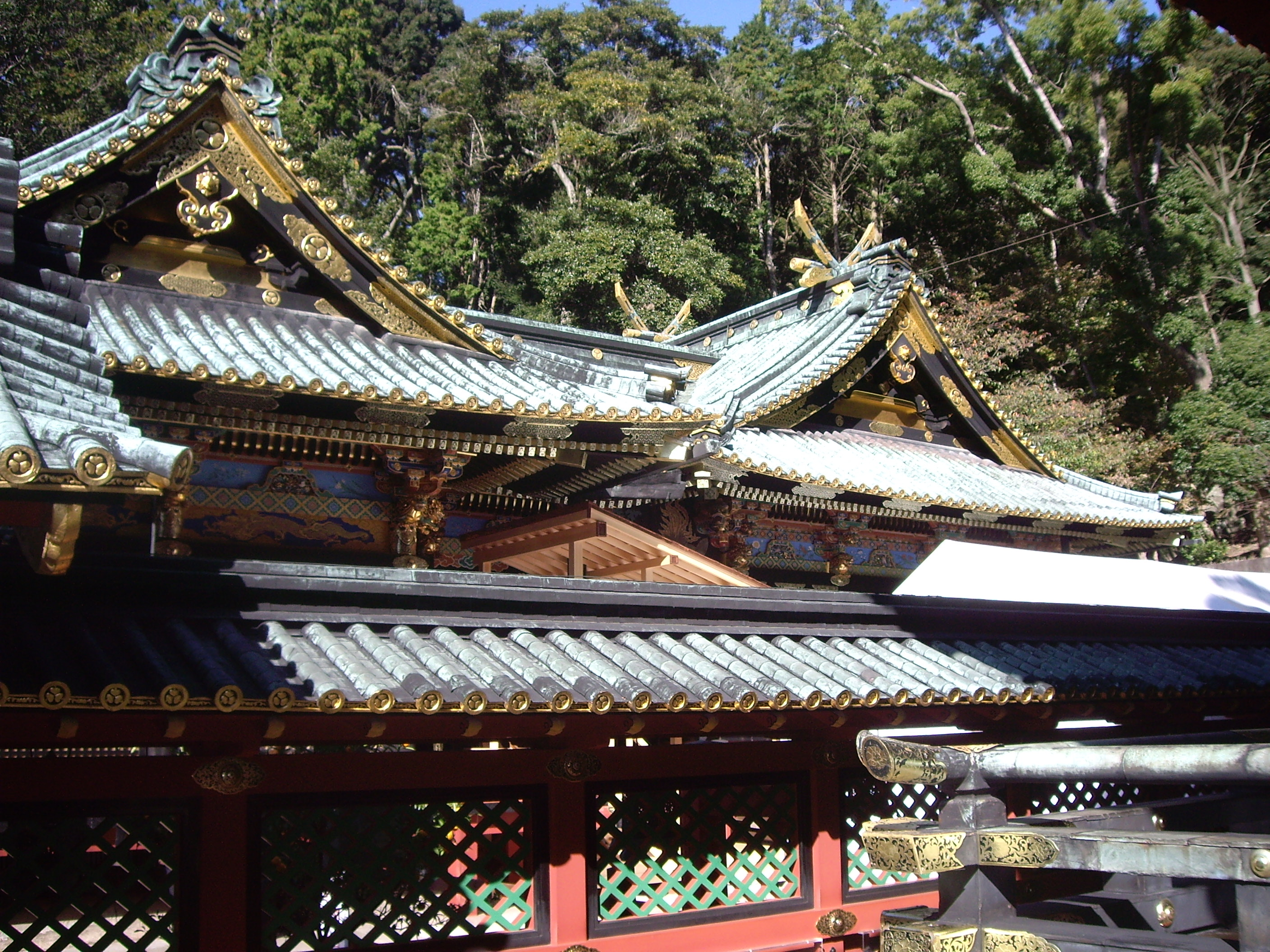
Крыши Кунодзан Тосё-гу

Храмовый комплекс Кунодзан Тосё-гу связан канатной дорогой Нихондайра с плато Нихондайра в центре города Сидзуока, среди покрытых лесом гор, с которого открывается вид на залив Суруга и гору Фудзи, и на котором расположены стадион Нихондайра и обсерватория Нихондайра.

## История
Данный храм — первоначальное место погребения сёгуна Токугавы Иэясу, основателя сёгуната Токугава, и поэтому старейший из храмов Тосё-гу. Основной фестиваль храма проводится 17 апреля, а крупный весенний фестиваль — 17-18 февраля.
Считается, что помимо духа Токугавы Иэясу в храме обитают духи и двух других объединителей Японии — Оды Нобунаги и Тоётоми Хидэёси.
Храмовый комплекс Кунодзан из 13 сооружений имеет статус Важного культурного достояния Японии, а некоторые хранящиеся в нём артефакты, в частности, 12 японских мечей — статус Национальных сокровищ Японии.